# Municipio de Peters (condado de Washington)
El municipio de Peters (en inglés: Peters Township) es un municipio ubicado en el condado de Washington en el estado estadounidense de Pensilvania. En el año 2000 tenía una población de 21,434 habitantes y una densidad poblacional de 346 personas por km².

## Geografía
El municipio de Peters se encuentra ubicado en las coordenadas 40°17′13″N 80°05′16″O / 40.28694, -80.08778.

## Demografía
Según la Oficina del Censo en 2000 los ingresos medios por hogar en la localidad eran de $0 y los ingresos medios por familia eran $338,246. Los hombres tenían unos ingresos medios de $0 frente a los $0 para las mujeres. La renta per cápita para la localidad era de $306,606. Alrededor del 7,0% de la población estaban por debajo del umbral de pobreza.